# Impatiens engleri
Impatiens engleri är en balsaminväxtart. Impatiens engleri ingår i släktet balsaminer, och familjen balsaminväxter.

## Underarter
Arten delas in i följande underarter:
- I. e. engleri
- I. e. pubescens